# Pojo (ort i Bolivia)
Pojo är en ort i Bolivia.   Den ligger i departementet Cochabamba, i den centrala delen av landet, 150 km norr om huvudstaden Sucre. Pojo ligger 2 843 meter över havet och antalet invånare är 706.
Terrängen runt Pojo är bergig västerut, men österut är den kuperad. Runt Pojo är det glesbefolkat, med 10 invånare per kvadratkilometer.. Pojo är det största samhället i trakten.
Trakten runt Pojo består i huvudsak av gräsmarker.